# Решающий (Хабаровский край)
Реша́ющий — посёлок сельского типа в Ульчском районе Хабаровского края. Входит в состав Быстринского сельского поселения.

## Население

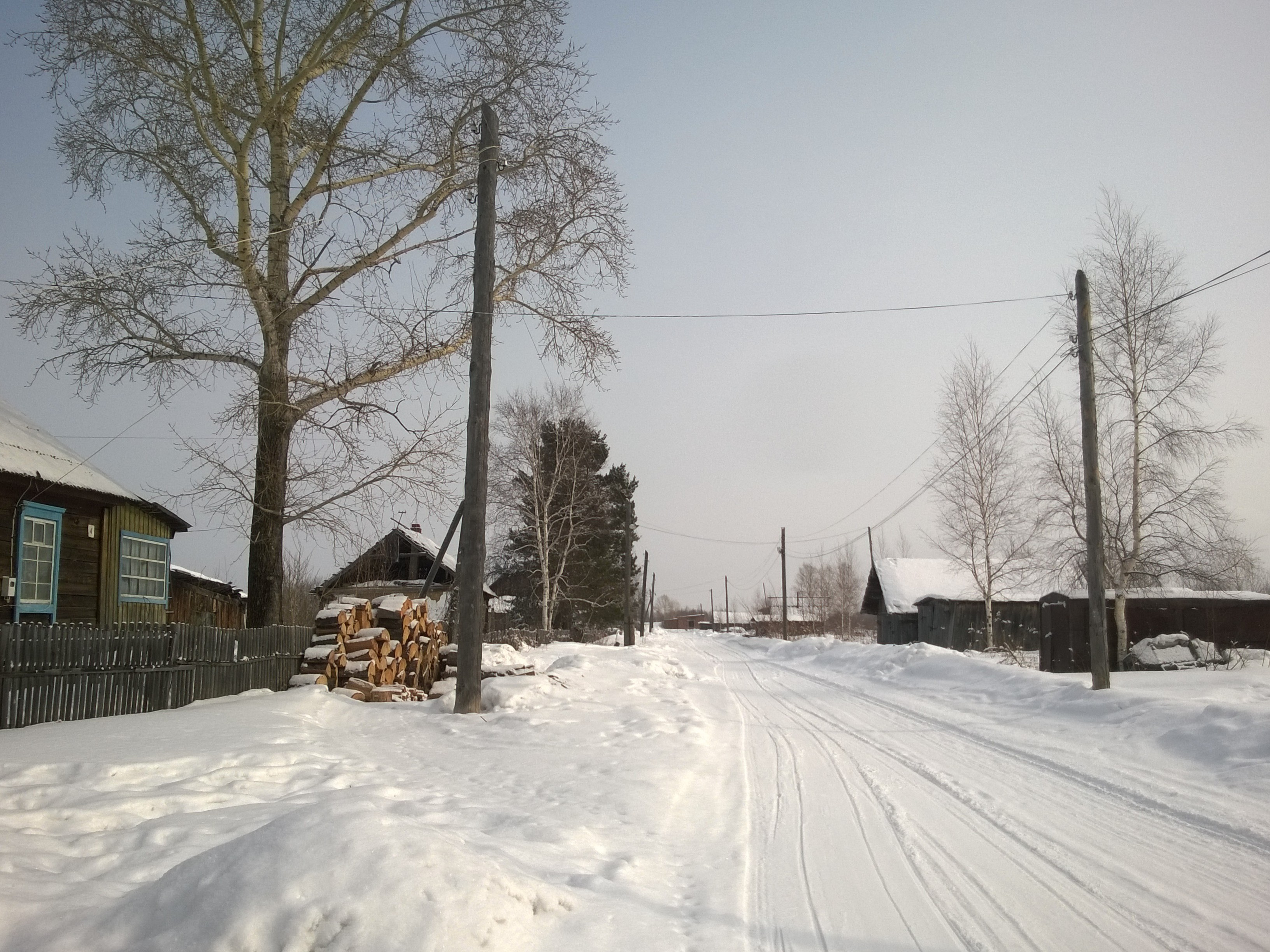

| 2002 | 2010 | 2011 | 2012 | 2021 |
| ---- | ---- | ---- | ---- | ---- |
| 443  | ↘245 | ↘244 | ↘234 | ↘141 |